# Eva Lesmes
Eva Lesmes (Gijón, Asturias, 3 de agosto de 1961) es una directora de cine, realizadora de televisión y guionista de cine y televisión española.

## Formación
Graduada en Dirección de cine y televisión en el American Film Institute (Los Ángeles). Formada en Interpretación y Dirección de actores con John Strasberg, Dominique de Faccio, William Layton y José Carlos Plaza, en Madrid y en el Lee Strasberg Theatre Institute de Los Ángeles. Diversos cursos de guion en UCLA, Los Ángeles, y seminario de Robert Mackee. Graduada en Dirección Cinematográfica en la escuela TAI de Madrid
Obtiene una beca para escritura del guion La Conversa de Indias del European Script Found, y también una Beca Fullbright de extensión de estudios artísticos en EE. UU. del Comité Conjunto de Cooperación Hispano-Norteamericano. Fue Invitada al V.I.P. (Visitor International Program) por la Embajada de los EE. UU.

## Trayectoria Profesional
En cine ha trabajado como guionista y directora de:  El palo (2000), Pon un hombre en tu vida  (1996), Al borde (1986), Ejercicio para dos manos (1981), Diario de otoño (1981). También para la gran pantalla ha sido script en 10 largometrajes, entre los que figuran Angustia de Bigas Luna, y  Solar Babies, producida por Mel Brooks.  Además ha ejercido como ayudante de Dirección en Publicidad en las productoras Vector Albi y Tesauro Publicidad desde (1982 a 1988). 
Ha dirigido series de televisión, entre ellas: Maitena: Estados alterados, serie basada en las tiras de Maitena para Cuatro Cabezas (2008-2010); El comisario para Tele 5 (2009), 4 capítulos de Ellas y el sexo débil , Boca Boca para Antena 3 (2006); 3 capítulos de Código fuego (2003);  primera temporada de Ana y los siete para TVE (2002); A las once en casa 34 capítulos para TVE (1998-1999); segunda temporada de La casa de los líos, 13 capítulos para Antena 3 (1997) y Delirios de amor en el capítulo "El escritor de los escritores"  TVE (1988). 
Ha guionizado y dirigido, además, el telefilme La noche del escorpión para La Forta 2002.
Desde 1988 compagina su actividad profesional con la enseñanza. Ha participado en cursos organizados por la Consejería de Cultura de Asturias, Instituto Andaluz de la Mujer, Comunidad de Madrid, Unión de Actores, La avispa, TAI, La base, NIC, y ECAM. Desde 2005 dirige Central de cine un espacio dedicado a la formación avanzada de cine dónde dirige los talleres de Interpretación para la Cámara. En 2003 funda junto con Javier Gancedo Central de Guiones, agencia de desarrollo de proyectos audiovisuales de ficción. Central de guiones colabora con productoras como Drive, BRB, Oberón y con el CDA (Centre de Desenvolupament Audiovisual, I.C.I.C. ). 
Han desarrollado guiones de cine como Un Franco, 14 pesetas, o de televisión como el piloto de Maitena: Estados alterados para Cuatro Cabezas o Serrallonga, la llegenda del bandoler para Oberón. 
Es miembro de la Academia de las Ciencias y las Artes de Televisión de España y de la Academia de las Artes e Industrias Cinematográficas. Ayuda a la escritura de guiones de largometraje del Ministerio de Cultura 2005 a 1OO% Animal. Además es una de las socias fundadoras de CIMA (Asociación de mujeres cineastas y de medios audiovisuales).
En 1999 ganó el Premio Pilar Miró de la Academia de las Ciencias y las Artes de Televisión de España al mejor guion de películas para televisión por el filme A simple vista que fue adaptado de la novela L'aire de les castañes del escritor español Vicente García Oliva y que narraba la vida y asesinato del transformista Alberto Alonso Blanco (Rambal).

## Filmografía como directora
- Maldito lunes (2012) cortometraje
- Maitena: Estados alterados (Serie TV)
- El comisario (Serie TV)
- Ellas y el sexo débil (Serie TV)
- Código fuego (2003) (Serie TV)
- La noche del escorpión (2002) (Telefilme)
- Ana y los siete (Serie TV)
- El palo (2001) (Largometraje)
- A las once en casa (Serie TV)
- La casa de los líos (Serie TV)
- Pon un hombre en tu vida (1996) (Largometraje)
- Delirios de amor (Serie TV)